# Meinrad Amstutz

Meinrad Amstutz (1982)

Meinrad Amstutz (* 11. Januar 1930 in Stans; † 29. Juli 1991 ebenda) war ein Schweizer Politiker. Von 1978 bis 1990 gehörte er dem Regierungsrat des Kantons Nidwalden an.

## Leben
Der Sohn des Ratsherrn Alois Amstutz und der Agnes Theresa Dönni wurde in Stans geboren. Nach der Volksschule und vier Jahren im Gymnasium (St. Fidelis) in Stans besuchte Amstutz eine Handelsschule in Luzern. Danach arbeitete er mehrere Jahre als Buchhalter in Bern. Nach seiner Rückkehr nach Nidwalden arbeitete er zwischen 1952 und 1978 als Zeughaus-, Kasernen- und Waffenplatzverwalter in der Kaserne Wil. Im Militär erreichte er den Rang eines Obersts.
Seine politische Karriere begann 1968 mit der Übernahme des Amts als Präsident der Stanser Ortsgruppe der CVP. Dieses Amt behielt er bis ins Jahr 1978. Zwischen 1970 und 1978 war er Ratsherr im Landrat. An der Landsgemeinde 1978 wurde er in den Regierungsrat gewählt und Erziehungsdirektor. Er blieb bis 1990 Mitglied der Nidwaldner Regierung.
Amstutz heiratete Theresa Margarethe Imboden. Aus dieser Ehe stammen zwei Töchter und ein Sohn. 1974 wurde er Präsident der Stiftung für das Kinderheim Nidwalden. Zudem war er OK-Präsident des Kantonalen Schützenfests 1976 und Präsident der Sesselbahn Alpboden-Haldigrat.